# Associazione Calcio Mantova 1952-1953
Questa voce raccoglie le informazioni riguardanti l'Associazione Calcio Mantova nelle competizioni ufficiali della stagione 1952-1953.

## Stagione
In casa mantovana mancano i soldi. Il presidente sindaco Giuseppe Rea si dà da fare per trasformare il club virgiliano prima in cooperativa e poi in società per azioni. 
Con queste premesse in campionato comunque non si parte male, navigando per quasi tutto il girone di andata a metà classifica, poi, a cavallo dei gironi di andata e ritorno e del nuovo anno, arrivano cinque sconfitte consecutive: Parma, Piacenza, Alessandria, Pavia e Castellammare di Stabia.
Queste batoste che fanno precipitare la squadra in fondo alla classifica. A farne le spese è il tecnico Antenore Marmiroli rimpiazzato da Aldo Biffi. La squadra si riprende e riesce ad ottenere una sofferta salvezza, anche grazie alle reti del vivace attaccante romano Savino Mosca autore di sette reti.

## Rosa
| N. |                   | Ruolo | Calciatore           |
| -- | ----------------- | ----- | -------------------- |
|    | Italia (bandiera) | P     | Renzo Biondani       |
|    | Italia (bandiera) | D     | Giorgio Bolinelli    |
|    | Italia (bandiera) | D     | Nello Caraffi        |
|    | Italia (bandiera) | C     | Marco Galetti        |
|    | Italia (bandiera) | P     | Mario Ghirardi       |
|    | Italia (bandiera) | D     | Luigi Gorlani        |
|    | Italia (bandiera) | D     | Spartaco Griffith    |
|    | Italia (bandiera) | A     | Giuseppe Marmiroli   |
|    | Italia (bandiera) | A     | Giovanni Massagrande |
|    | Italia (bandiera) | C     | Savino Mosca         |

| N. |                   | Ruolo | Calciatore           |
| -- | ----------------- | ----- | -------------------- |
|    | Italia (bandiera) | D     | Eraldo Pezzini       |
|    | Italia (bandiera) | C     | Mario Sguaitzer      |
|    | Italia (bandiera) | A     | Arnaldo Torelli      |
|    | Italia (bandiera) | C     | Mario Tosolini       |
|    | Italia (bandiera) | A     | Luigi Turrini        |
|    | Italia (bandiera) | A     | Sergio Verderi       |
|    | Italia (bandiera) | C     | Antonio Vismara      |
|    | Italia (bandiera) | A     | Giacinto Zamperlin   |
|    | Italia (bandiera) | C     | Michele Zampiccinini |

## Risultati

### Serie C

#### Girone di andata
| Arbitro: | Ferrari (Milano) |

|                             |           |  |
| Massagrande 40’ Turrini 50’ | Marcatori |  |

| Venezia 21 settembre 1952 2ª giornata | Venezia        | 0 – 0 | Mantova | Stadio Pierluigi Penzo\| Arbitro: \| Alterio (Roma) \| |
| Arbitro:                              | Alterio (Roma) |       |         |                                                        |

| Arbitro: | Poggi (Pisa) |

|                 |           |                                                      |
| Zampiccinini 8’ | Marcatori | 6’ Albertelli 29’ Codevilla 79’ Bertoni III 87’ Riva |

| Arbitro: | Caputi (Molfetta) |

|                                       |           |  |
| Bernard 9’ Conforti 44’ Trevisani 52’ | Marcatori |  |

| Arbitro: | Andreoni (Milano) |

|                                               |           |                                |
| Lovagnini 5’ (aut.) Sguaitzer 33’ Verderi 63’ | Marcatori | 51’ Bonacini 73’ (rig.) Bonini |

| Arbitro: | Griggi (Brescia) |

|                       |           |  |
| Campagnoli 45’ (rig.) | Marcatori |  |

| Arbitro: | Cicardi (Lecco) |

|             |           |              |
| Turrini 34’ | Marcatori | 84’ Bassetti |

| Bari 9 novembre 1952 8ª giornata | Arsenale Taranto  | 0 – 0 | Mantova | Stadio della Vittoria\| Arbitro: \| Grandville (Roma) \| |
| Arbitro:                         | Grandville (Roma) |       |         |                                                          |

| Arbitro: | Matteucci (Roma) |

|                              |           |  |
| Stabellini 58’ Bislenghi 70’ | Marcatori |  |

| Arbitro: | Perucci (Verona) |

|                                                            |           |              |
| Massagrande 14’ Mosca 49’, 55’ Marmiroli 54’ Sguaitzer 83’ | Marcatori | 85’ Flammini |

| Arbitro: | Moriconi (Roma) |

|            |           |                          |
| Tieghi 59’ | Marcatori | 29’ Turrini 76’ Tosolini |

| Arbitro: | De Marchi (Pordenone) |

|                             |           |              |
| Marmiroli 2’, 75’ Mosca 16’ | Marcatori | 36’ Montrone |

| Arbitro: | Pizzato (Mestre) |

|          |           |  |
| Mosca 5’ | Marcatori |  |

| Arbitro: | Gronda (Milano) |

|              |           |  |
| Bronzoni 78’ | Marcatori |  |

| Arbitro: | Ferrari (Milano) |

|  |           |                          |
|  | Marcatori | 63’ Personeni 88’ Zanier |

| Arbitro: | Andreoni (Milano) |

|                                                |           |              |
| Caraffi 35’ (aut.) Mazzucco 67’ Testa 74’, 79’ | Marcatori | 85’ Tosolini |

| Arbitro: | Tassini (Verona) |

|  |           |                       |
|  | Marcatori | 17’ Rosa 77’ De Prati |

#### Girone di ritorno
| Arbitro: | Zoli (Pontedera) |

|                           |           |  |
| Castaldi II 53’ Beghi 55’ | Marcatori |  |

| Arbitro: | Grignani (Milano) |

|                      |           |  |
| Gorlani 8’ Mosca 75’ | Marcatori |  |

| Arbitro: | Perucci (Verona) |

|                                           |           |  |
| Codevilla 18’ Bertoni III 19’ Giraudo 24’ | Marcatori |  |

| Arbitro: | Fumagalli (Milano) |

|                    |           |  |
| Zamperlin 50’, 73’ | Marcatori |  |

| Reggio Emilia 22 febbraio 1953 22ª giornata | Reggiana        | 0 – 0 | Mantova | Stadio Mirabello\| Arbitro: \| Canepa (Genova) \| |
| Arbitro:                                    | Canepa (Genova) |       |         |                                                   |

| Arbitro: | Griggi (Brescia) |

|  |           |                      |
|  | Marcatori | 6’ Gaslini 41’ Rossi |

| Arbitro: | Grillo (Afragola) |

|  |           |             |
|  | Marcatori | 55’ Turrini |

| Arbitro: | De Leo (Mestre) |

|  |           |             |
|  | Marcatori | 58’ Ferrara |

| Arbitro: | Pizzato (Mestre) |

|                                      |           |                      |
| Tosolini 42’ Turrini 43’ Gorlani 52’ | Marcatori | 21’ (rig.) Bislenghi |

| Arbitro: | Occhinegro (Taranto) |

|               |           |  |
| Traini II 62’ | Marcatori |  |

| Arbitro: | Alterio (Roma) |

|                       |           |                        |
| Mosca 32’ Turrini 90’ | Marcatori | 28’ Rinaldi 57’ Tieghi |

| Arbitro: | Canepa (Genova) |

|  |           |               |
|  | Marcatori | 23’ Marmiroli |

| Arbitro: | Moriconi (Roma) |

|               |           |  |
| Seghedoni 39’ | Marcatori |  |

| Arbitro: | Matteucci (Roma) |

|               |           |  |
| Marmiroli 50’ | Marcatori |  |

| Arbitro: | Arpaia (Roma) |

|                |           |                           |
| Bonistalli 51’ | Marcatori | 12’ Massagrande 14’ Mosca |

| Arbitro: | Pieri (Trieste) |

|                                   |           |                                  |
| Vitto 11’ (aut.) Vismara 29’, 55’ | Marcatori | 14’ Bey 50’ Savoini 72’ Mazzucco |

| Arbitro: | Pizzato (Mestre) |

|                                             |           |  |
| Mariani 52’ (rig.) Cipolla 76’ De Prati 80’ | Marcatori |  |